# Elezioni regionali in Italia del 2025
Nel corso del 2025 si svolgeranno elezioni regionali in 7 regioni italiane (6 a statuto ordinario e 1 a statuto speciale).
Le elezioni si terranno in Valle d'Aosta (domenica 28 settembre), Marche (domenica 28 e lunedì 29 settembre), Calabria (domenica 5 e lunedì 6 ottobre), Toscana (domenica 12 e lunedì 13 ottobre) e Puglia, Campania e Veneto (in date ancora da definire).

## Riepilogo
| Regione       | Elezione        | Candidati presidente della giunta regionale                        | Candidati presidente della giunta regionale                        | Candidati presidente della giunta regionale                        | Candidati presidente della giunta regionale                                 | Presidente uscente | Presidente uscente        |
| Regione       | Elezione        | Centro-sinistra                                                    | Movimento 5 Stelle                                                 | Centro-destra                                                      | Altri                                                                       | Presidente uscente | Presidente uscente        |
| ------------- | --------------- | ------------------------------------------------------------------ | ------------------------------------------------------------------ | ------------------------------------------------------------------ | --------------------------------------------------------------------------- | ------------------ | ------------------------- |
| Regione       | Elezione        |                                                                    |                                                                    |                                                                    | Altri                                                                       | Presidente uscente | Presidente uscente        |
| Valle d'Aosta | 28 settembre    | L'elezione diretta del presidente non è prevista in Valle d'Aosta. | L'elezione diretta del presidente non è prevista in Valle d'Aosta. | L'elezione diretta del presidente non è prevista in Valle d'Aosta. | L'elezione diretta del presidente non è prevista in Valle d'Aosta.          |                    | Renzo Testolin (UV)       |
| Marche        | 28-29 settembre | Matteo Ricci (PD)                                                  | Matteo Ricci (PD)                                                  | Francesco Acquaroli (FdI)                                          | - Claudio Bolletta (DSP) - Francesco Gerardi (FdP) - Lidia Mangani (PCI)    |                    | Francesco Acquaroli (FdI) |
| Calabria      | 5-6 ottobre     |                                                                    |                                                                    | Roberto Occhiuto (FI)                                              | - Francesco Toscano (DSP)                                                   |                    | Roberto Occhiuto (FI)     |
| Toscana       | 12-13 ottobre   | Eugenio Giani (PD)                                                 | Eugenio Giani (PD)                                                 |                                                                    | - Antonella Bundu (RC-PaP-Pos) - Enrico Zanieri (PCI) - Hubert Ciacci (DSP) |                    | Eugenio Giani (PD)        |
| Campania      | da definire     |                                                                    |                                                                    |                                                                    | - Stefano Bandecchi (AP)                                                    |                    | Vincenzo De Luca (PD)     |
| Puglia        | da definire     |                                                                    |                                                                    |                                                                    |                                                                             |                    | Michele Emiliano (Ind.)   |
| Veneto        | da definire     | Giovanni Manildo (PD)                                              | Giovanni Manildo (PD)                                              |                                                                    |                                                                             |                    | Luca Zaia (LSP)           |